# Rio do Pavão
Rio do Pavão är ett vattendrag i Brasilien.   Det ligger i delstaten Minas Gerais, i den sydöstra delen av landet, 800 km öster om huvudstaden Brasília.
Omgivningarna runt Rio do Pavão är huvudsakligen savann. Runt Rio do Pavão är det mycket glesbefolkat, med 3 invånare per kvadratkilometer.